# Discosema
Discosema là một chi bướm đêm thuộc họ Noctuidae.